# Podmaniczky–Vigyázó-kastély
A Podmaniczky–Vigyázó-kastély 1760-ban, barokk stílusban épült kastély Budapest XVII. kerületében, Rákoskeresztúron.

## Története, leírása
Az épületegyüttes a nyugat-keleti irányban húzódó Pesti út déli oldalán helyezkedik el. Építtetője báró Bojanovszky Sándor (egyes források szerint: Bujanovszky, németesen: Silvius Alexander Bojanowsky) tábornok volt, Podmaniczky Erzsébet férje. Ők a környékbeli földjeiken az elsők között próbáltak Magyarországon burgonyát termeszteni az 1750-es, 1760-as években. Ekkor építtették a kastélyt is, ahol aztán állandó jelleggel éltek. Bojanovszky 1799-es halálával a kastélyt a Podmaniczky család vette birtokba. Podmaniczky János költözött ide és lett kedvenc lakhelye; saját birtokait innét igazgatta. Az 1838-as pesti árvíz idején az áradás elől menekülőknek adott szállást a kastélyában. Podmaniczky egyik lányát, Zsuzsannát 1873-ban vette feleségül gróf Vigyázó Sándor és a kastélyt is ekkortól hívták Podmaniczky-Vigyázó-kastélynak. Udvari homlokzatát 1910-ben alakították ki neobarokk stílusban.
Vigyázó Sándor végrendeletében minden vagyonát a Magyar Tudományos Akadémia javára hagyta, ami ellen egyetlen fiának, Vigyázó Ferencnek nem volt kifogása apja 1925-ös halálát követően. Ennél fogva mikor Ferenc 1928-ban meghalt, gyermeke nem lévén a kastély az MTA tulajdonába került; a végzést azonban Sándor leánygyermeke és néhány oldalági örökös is megtámadta (lévén a teljes vagyon ezzel együtt közel 20 millió koronára rúghatott), így ténylegesen csak annak lezárulta után lett az Akadémia tulajdona a környező birtokokkal együtt. Utóbbiak felparcellázásából született két mai városrész is: Régiakadémiatelep, illetve Akadémiaújtelep.

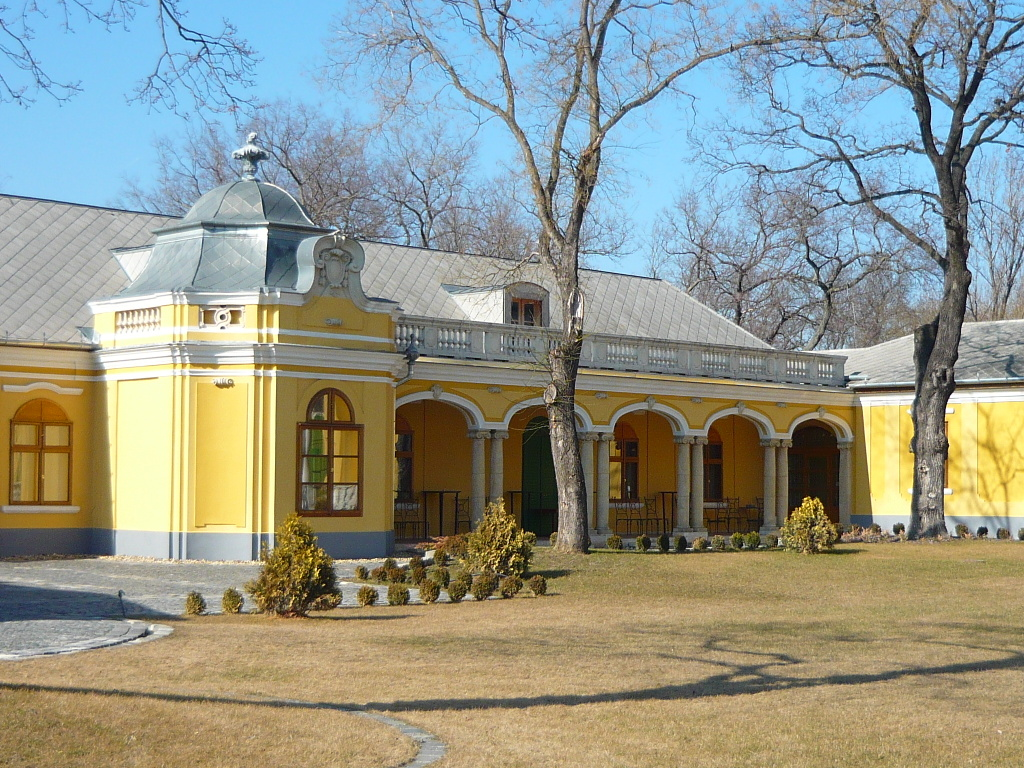
A felújított oldalszárny

Az épület a második világháborúban a frontvonalak közelsége miatt előbb a katonák, majd a lakosság fosztogatásának áldozata lett. A háború után a szocialista rendszer a többi kastélyhoz hasonlóan államosította, belső terét durván, az eredeti kialakítást teljesen figyelmen kívül hagyva átalakította és először gimnáziumot, majd pedig nevelőotthont létesítettek benne.
A rendszerváltás idején már gazdátlanul állt, 1990-ben tulajdonos nélkül maradt. A kerületi önkormányzat a helyzetet felismerve sikeresen (és ingyen) megszerezte a kastélyt ám felújítására sem akkor, sem pedig később nem volt pénze. 1996-ban vandálok betörtek az épületbe és felgyújtották; a tető szinte teljesen leégett; az épület többi részét a tűzoltáskor használt víz tette tönkre. Több évig állt ilyen állapotban, majd 2002-ben z önkormányzat eladta egy helyi vállalkozónak 37,5 millió forintért, akinek cserébe vállalnia kellett annak felújítását. 
A magántulajdonba került kastély felújítása műszaki és jogi nehézségek miatt évekig elhúzódott, majd 2011. május 31-én átadták a kastély oldalszárnyát képező kúriaépületet, amelyben azóta kávézó, cukrászda üzemel. 2012. december 19-én került sor a főépület ünnepélyes átadására, mely rendezvényközpontként konferenciák, rendezvények és esküvők helyszíneként működik.
Eredetileg a kastélytól néhány száz méterre helyezkedett el a Podmaniczky–Vigyázó Mauzóleum, amelyet 1965-ben teljesen leromboltak. Falmaradványaiból 2008-ban emlékhelyet alakítottak ki. A hajdani kastélykert területén egy önkormányzati idősek otthona működik.